# الفيزياء الإحصائية

الفيزياء الإحصائية (بالإنجليزية: Statistical physics)‏ هي فرع من علم الفيزياء والتي من بينها الفيزياء الكلاسيكية وفيزياء الكم وفيزياء الجسيمات. تعتمد دراسة الفيزياء الإحصائية على استخدام طرق نظرية الإحتمال والإحصاء وبالأخص الأدوات الحسابية للتعامل مع الأرقام الكبيرة والتقريب لحل المشكلات المطروحة. يقوم علم فيزياء الإحصائية على تفسير كثير من الظواهر والمشكلات في كثير من المجالات كالكيمياء والأحياء ومجالات اُخرى. كما أن علم الفيزياء الإحصائي يقدم الإطار العملي في ربط الخواص الدقيقة للذرة والجزيئات مع الخواص التي يمكن ملاحظتها في المواد.

## الميكانيكا الإحصائية
{\displaystyle Z=\sum _{q}\mathrm {e} ^{-{\frac {E(q)}{k_{B}T}}}}
حيث {\displaystyle k_{B}} هي ثابت بولتزمان.